# Vecumnieki
Vecumnieki è un comune della Lettonia appartenente alla regione storica della Semgallia di 9.910 abitanti (dati 2009).

## Località
Il comune è stato istituito nel 2009 ed è formato dalle seguenti località:
- Bārbele
- Kurmene
- Skaistkalne
- Stelpe
- Valle
- Vecumnieki